# Werther (ópera)
Werther é uma ópera em quatro atos de Jules Massenet, com libreto francês de Édouard Blau, Paul Milliet e Georges Hartmann (que usou o pseudônimo de Henri Grémont), baseado em Os Sofrimentos do Jovem Werther, de Johann Wolfgang von Goethe, por sua vez baseado nos  anos de juventude do próprio Goethe.  [carece de fontes?]

## Primeira encenação

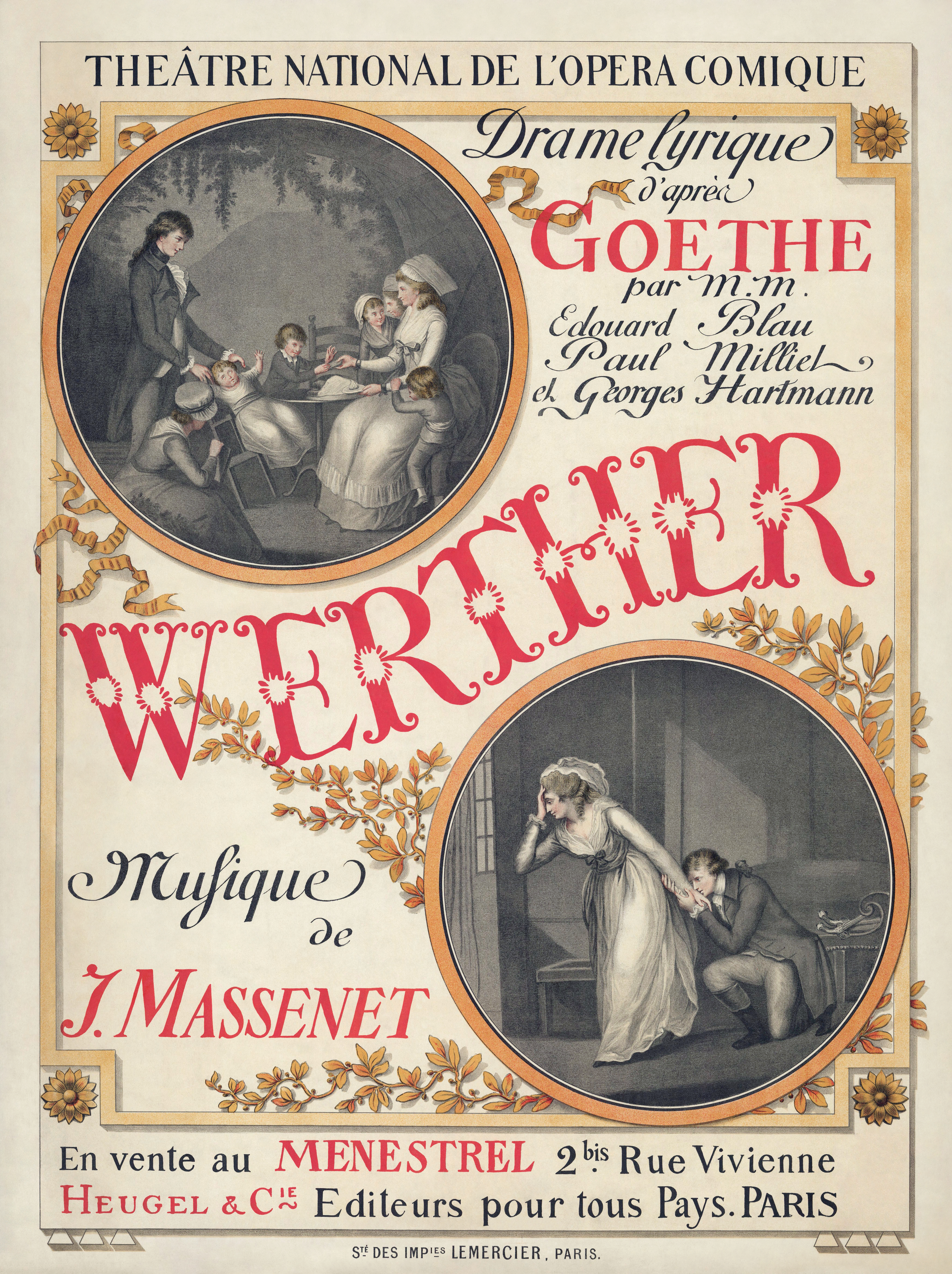
Poster da première francesa, 1893.

Massenet começou a composição de Werther em 1885, completando-a em 1887. Enviou-a, então, a Léon Carvalho,  diretor da Opéra-Comique de Paris, mas Carvalho consideraou a história muito triste e sem interesse. No entanto, deixou alguma esperança para o compositor: "Voltaremos a conversar. Nada é definitivo". O trabalho foi posto de lado até que a Ópera de Viena, diante do sucesso de Manon, pediu a Massenet um novo trabalho. Werther foi então  apresentada, em 16 de fevereiro de 1892 (em uma versão alemã traduzida por Max Kalbeck) no Teatro Imperial Hofoper, em Viena.
A estreia no idioma original aconteceu em Gênova em 27 de dezembro de 1892. A primeira performance francesa ocorreu pela Opéra-Comique no Teatro Lírico  em Paris em 16 de janeiro de 1893, com Marie Delna como Charlotte e Guillaume Ibos no papel-título, conduzido por Jules Danbé, mas não foi um sucesso imediato.
Werther entrou no repertório da Opéra-Comique em 1903 em uma produção de Albert Carré e em meio século foi apresentada mais de 1100 vezes. Léon Beyle tornou-se um exímio interprete de Werther.
A première americana aconteceu com o  Metropolitan Opera em Chicago, no dia 29 de março de 1894 e na própria companhia, em Nova Iorque três semanas depois. A première britânica aconteceu no Covent Garden, Londres, em 11 de junho de 1894 com Emma Eames como Charlotte, Sigrid Arnoldson como Sophie e Jean de Reszke como Werther.

## Papéis
| Papéis    | Voz           | Estreia, 16 de fevereiro, 1892 (Maestro: Wilhelm Jahn ) |
| --------- | ------------- | ------------------------------------------------------- |
| Charlotte | mezzo-soprano | Marie Renard                                            |
| Sophie    | soprano       | Ellen Foster-Brandt                                     |
| Werther   | tenor         | Ernest van Dyck                                         |
| Albert    | barítono      | Fritz Neidl                                             |
| Le Bailli | bass          | Mayerhofer                                              |
| Schmidt   | tenor         | Schlittenhelm                                           |
| Johann    | baritone      | Felix                                                   |
| Bruhlmann | tenor         |                                                         |
| Katchen   | mezzo-soprano |                                                         |

## Sinopse
Tempo: em um período entre julho e dezembro, em um ano indefinido da década de 1780.

### Ato I

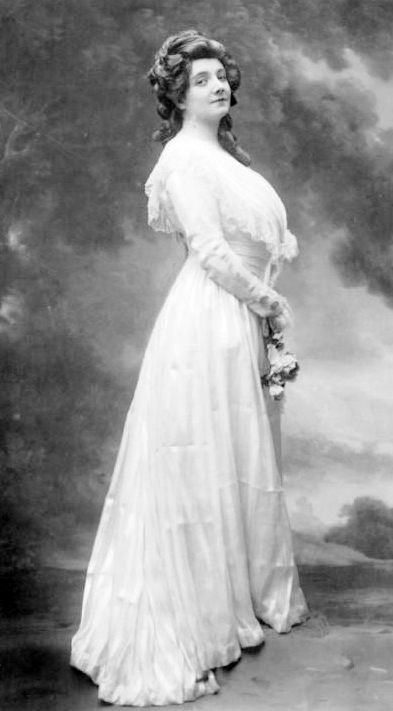
Claire Croiza como Charlotte.

Em julho, o conselheiro viúvo do município (um magistrado) está ensinando seus seis filhos mais jovens uma canção natalina (Noël! Jésus vient de naître). Seus companheiros de bebida, Johann e Scmidt, chegaram como Charlotte, a filha mais velha, vestida para um baile. Desde que seu noivo Albert está fora, ela está sendo escoltada por Werther, a quem o oficial e seus companheiros acham sombrio. Werther chega e observa a natureza enquanto Charlotte prepara a ceia para seus irmãos, assim como sua mãe fazia antes de morrer. Albert retorna inesperadamente após seis meses de viagem. Ele não está certo sobre as intenções de Charlotte e acaba desapontado por não encontrá-la. Ele sai, após prometer voltar pela manhã. Após um interlúdio orquestral, Werther e Charlotte retornam muito tardem e ele já está apaixonado por ela. Sua declaração de amor é interrompida pelo anúncio de retorno do Albert. Charlotte lembra-se que prometeu a sua mãe que se casaria com ele. Werther fica em desespero.

### Ato II
Três meses depois e Charlotte e Albert já estão casados. Eles caminham felizes para a igreja para celebrar o aniversário de 50 anos de casamento do ministro, seguidos pelo desolado Werther (Un autre est son époux!). Primeiro Albert e Sophie tentam animá-lo. Quando Charlotte sai da igreja, ele fala para ela sobre seu primeiro encontro. Charlotte pede para Werther deixá-la, embora ela indique que estaria disposta a recebê-lo no dia de natal. Werther contempla o suicídio (Lorsque l'enfant revient d'un voyage). Ele encontra Sophie, mas a menina não entende seu comportamento angustiante. Albert agora percebe que Werther ama Charlotte.

### Ato III
Charlotte está em casa sozinha na véspera de natal. Ela passa o tempo relendo as cartas de Werther, querendo saber como o jovem poeta está e como ela teve forças para mandá-lo embora. Sophie chega e tenta animar a irmã, embora Charlotte não fique consolada. De repente aparece Werther e enquanto ele lê um poema para ela, ele percebe que ela de fato o ama também. Eles se abraçam por um instante, mas ela rapidamente ordena-lhe que vá. Ele sai com pensamentos suicias. Albert retorna para cara para encontrar sua esposa. Werther envia um mensageiro para Albert para pedir sua pistola emprestada, explicando que ele está indo para uma longa viagem. Charlotte tem um terrível pressentimento e se apressa a encontrar Werther. Um intermezzo orquestral começa sem uma pausa para o ato final.

### Ato IV
No apartamento de Werther, Charlotte chega tarde demais para pará-lo, ele está morrendo. Ela consola-o declarando o seu amor. Ele pede perdão. Após ele morrer, Charlotte desmaia e fora do apartamento as crianças estão cantando a música natalina.